# キャサリン・シュワルツェネッガー
キャサリン・ユーニス・シュワルツェネッガー・プラット（Katherine Eunice Schwarzenegger Pratt, 1989年12月13日 - ）は、アメリカ合衆国の作家である。父は俳優・政治家のアーノルド・シュワルツェネッガー、母は放送ジャーナリストのマリア・シュライバーである。

## 生い立ち
カリフォルニア州ロサンゼルスで生まれ育つ。父はオーストリア生まれの俳優・政治家のアーノルド・シュワルツェネッガー、母はアイルランド・ドイツ系の放送ジャーナリストのマリア・シュライバー、また母方の祖母は第35代アメリカ合衆国大統領のジョン・F・ケネディの妹のユーニス・ケネディ・シュライバー、祖父は在フランスアメリカ合衆国大使で1972年大統領選で民主党の副大統領候補であったサージェント・シュライバーである。妹はクリスティナ、弟はパトリックとクリストファーである。また異母弟のジョセフ・バエナがいる。

## キャリアと活動
2010年に彼女は書籍『Rock What You've Got: Secrets to Loving Your Inner and Outer Beauty from Someone Who's Been There and Back』を執筆した 。彼女はこの本で個人的な旅を説明し、若い女性が自信とポジティブな自己イメージを達成できるように励ました。彼女は4年生から7年生の間に身体の問題を抱えていたが、現在ではウォーキングエクササイズとヨガによって身体的及び精神的健康をコントロールしている。
2012年に南カリフォルニア大学を卒業して次のステップを見失った彼女はアスリート、歌手、起業家、俳優など様々な人物にキャリアアドバイスを求めた。2014年に彼女は2冊目となる著作『I Just Graduated . . . Now What?—』を大学卒業生向けの「サバイバル・ガイド」として発表した。
2017年、彼女は児童書『Maverick and Me』を出版した。この本では彼女が犬のマーベリックを救い、その後飼い犬にしたかについての経緯が書かれており、彼女の自信の経験を「里親の失敗」として活用し、ペットの里親と救助の利点が宣伝されている。2019年、彼女はペディグリーと提携し、犬の里親になることの重要性について語るリミテッドシリーズのポッドキャストの司会を務めた。
彼女の著書第4作は『The Gift of Forgiveness: Inspiring Stories from Those Who Have Overcome the Unforgivable』であり、エリザベス・スマートやターニャ・ブラウン（ニコール・ブラウン・シンプソンの姉妹）を含む22人の物語が掲載されている。
彼女はアメリカ動物虐待防止協会の大使であり、またベスト・フレンズ・アニマル・ソサエティを支援している。

## 私生活

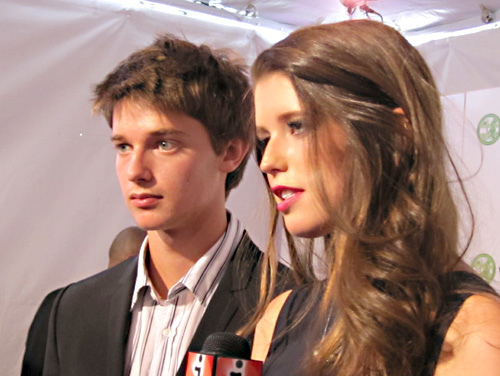
キャサリンとその弟のパトリック（2010年10月17日）。

2018年6月に俳優のクリス・プラットとの交際が明らかになり、2019年1月13日に婚約を発表した。2人は2019年6月8日にカリフォルニア州モンテシトで結婚した。2020年8月に長女Lyla Maria Schwarzenegger Pratt（ライラ・マリア・シュワルツェネッガー・プラット）が誕生した。

## ビブリオグラフィ
- Katherine Schwarzenegger (2010-09-14). Rock What You've Got: Secrets to Loving Your Inner and Outer Beauty from Someone Who's Been There and Back. Hachette Books. ISBN 978-1-4013-4143-5
- Katherine Schwarzenegger (2014-04-01). I Just Graduated ... Now What?: Honest Answers from Those Who Have Been There. Crown Publishing. ISBN 978-0385347204
- Katherine Schwarzenegger (2017-09-05). Maverick and Me. Worthy Publishing. ISBN 978-0824956875
- Katherine Schwarzenegger Pratt (2020-03-10). The Gift of Forgiveness: Inspiring Stories from Those Who Have Overcome the Unforgivable. Pamela Dorman Books. ISBN 978-1984878250